# Zobor (geomorfologický podcelek)
Zobor je geomorfologický podcelek pohoří Tribeč. Leží v jeho jižní části a zasahuje na území města Nitra. Nejvyšší vrchol Žibrica dosahuje 617 m n. m.

## Vymezení
Podcelek tvoří relatívně samostatnou část pohoří, od jeho zbytku oddělenou hlubokým Huntáckym údolím. V této, severní části, je Zobor krátkým úsekem propojený s podcelkem Jelenec, a tedy i se zbytkem pohoří Tribeč. Zbytek území obklopují podcelky Podunajskej pahorkatiny, konkrétně Žitavská pahorkatina na východě a jihu, Nitrianská niva na západě a Nitrianska pahorkatina na severu.

## Vybrané vrcholy
- Žibrica (617 m n. m.) – nejvyšší vrchol podcelku
- Zobor (578 m n. m.)
- Vápeník (538 m n. m.)
- Meškov vrch (449 m n. m.)
- Malá skalka (406 m n. m.)
- Vreteno (396 m n. m.)
- Lupka (249 m n. m.)

## Ochrana přírody
Velká část tohoto území patří do Chránenej krajinnej oblasti Ponitrie, z maloplošných území tady leží národní přírodní rezervace Zoborská lesostep, přírodní rezervace Žibrica a Lupka, jako i chráněný areál Huntácka dolina.

## Historie
Především jižní úpatí Zoboru bylo místem, kde se tvořila historie Slovenska. V 9. století tady vzniklo Nitranské knížectví, které se následně stalo součástí Velké Moravy. Nitra se stala významným centrem a její význam přetrval i po zániku říše, kdy už v rámci Uherska mělo obnovené knížectví důležité postavení. V oblasti se našlo množství archeologických nálezů, datovaných od paleolitu.

## Doprava
Podcelek obcházejí významné silniční koridory, zvláštností je však trasování železniční trati Lužianky – Zlaté Moravce Huntáckym údolím na severním okraji území. Na Zobor (587 m n. m.) v minulosti fungovala sedačková lanovka, o jejíž obnovení se zajímá nitrianské biskupství.